# Parc naturel des gorges du Cabriel
Le parc naturel des gorges du Cabriel (en espagnol Parque Natural de las Hoces del Cabriel, en valencien Parc Natural de les Gorges del Cabriol) est une aire protégée espagnole située sur la rive gauche du Cabriel, affluent du Júcar, dans la province de Valence, Communauté valencienne. Il couvre 31 446 hectares.
Il a été déclaré parc naturel par le gouvernement valencien le 17 juin 2005. La rivière Cabriel marquant la limite entre Castille-La Manche et la Communauté valencienne, la rive droite, mancho-castillane, est protégée sous le régime d'une réserve naturelle, sous le nom de Reserva natural de las Hoces del Cabriel (es). Tous deux font partie de la réserve de la biosphère de la vallée du Cabriel (es), instaurée par l'UNESCO le 19 juin 2019. Cette réserve s'étend sur les 220 km du cours du Cabriel et englobe 52 villages des provinces d'Albacete, Cuenca, Teruel et Valence.
Le parc naturel, situé dans la comarque de Requena-Utiel, est limitrophe des provinces de Cuenca et d'Albacete, appartenant à la communauté autonome de Castille-La Manche. Il constitue l'aire protégée la plus étendue de toute la Communauté valencienne.

## Communes incluses dans le parc
Requena, Venta del Moro, Villargordo del Cabriel

## Orographie

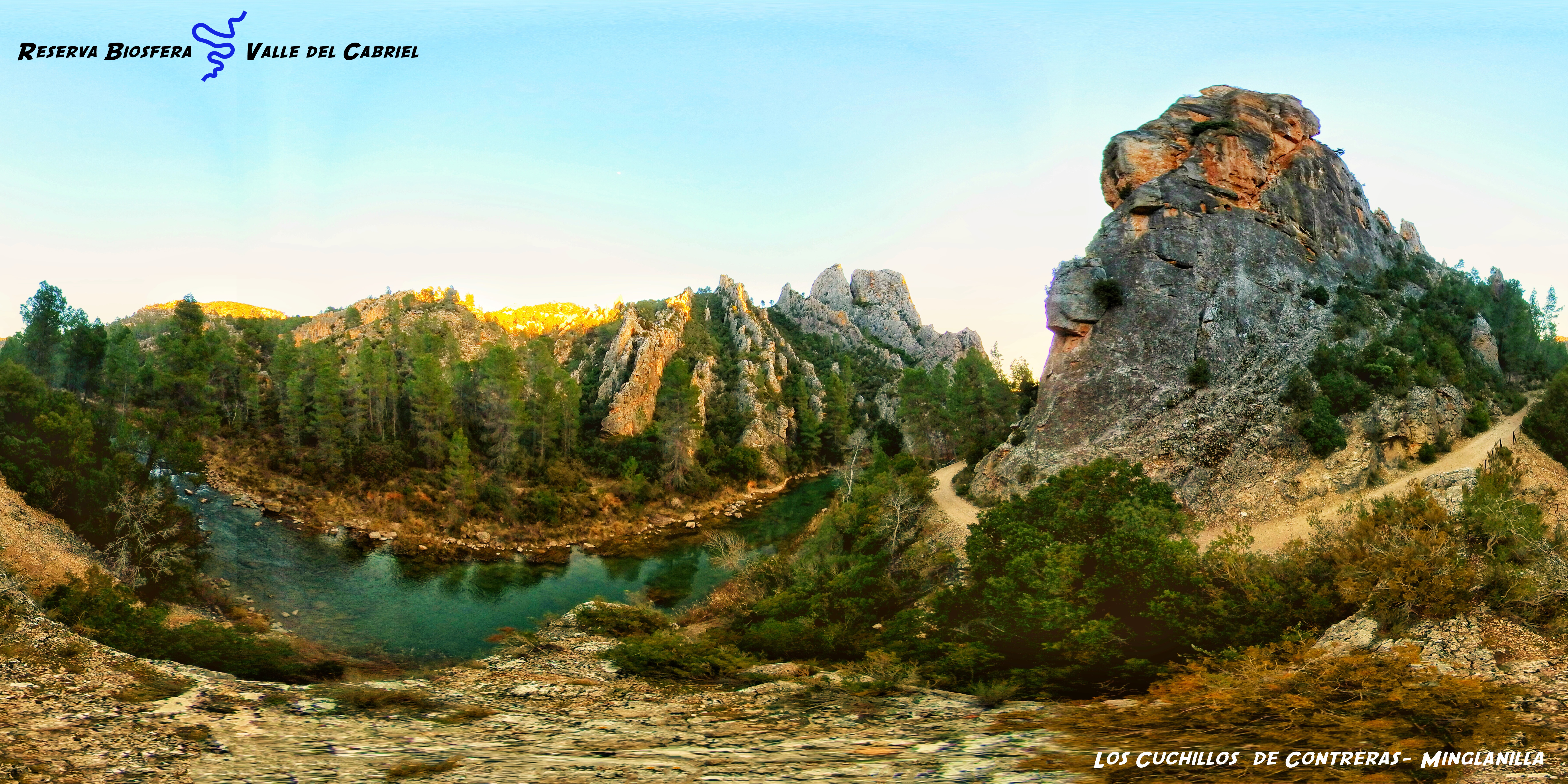
Les Cuchillos de Contreras

Le parc se trouve sur la rive gauche du Cabriel. La rivière a creusé des gorges profondes dans les roches calcaires et dolomitiques du crétacé supérieur, s'élargissant lorsqu'elle rencontrait des matériaux crayeux et détritiques. Avec leurs parois abruptes, leurs aiguilles vertigineuses et les Cuchillos (« couteaux »), dus à l'érosion de la partie tendre de la roche, les gorges constituent un paysage impressionnant.

## Climat
Le parc présente un climat méditerranéen à légère tendance continentale en raison de l'altitude et de l’'éloignement de la mer.

## Flore
Le parc abrite les ripisylves les mieux conservées de toute la Communauté valencienne. Elles sont essentiellement peuplées de peupliers, de saules et de certaines variétés de tamarix. D'autre part, les parois rocheuses qui bordent le cours de la rivière sont couvertes d'une magnifique forêt de pins d’Alep comprenant également des exemplaires isolés de chêne vert et de chêne faginé ainsi que d'autres espèces typiquement méditerranéennes telles que le pistachier lentisque, l'arbousier, le fusain d'Europe, le romarin et le genévrier thurifère.

## Faune

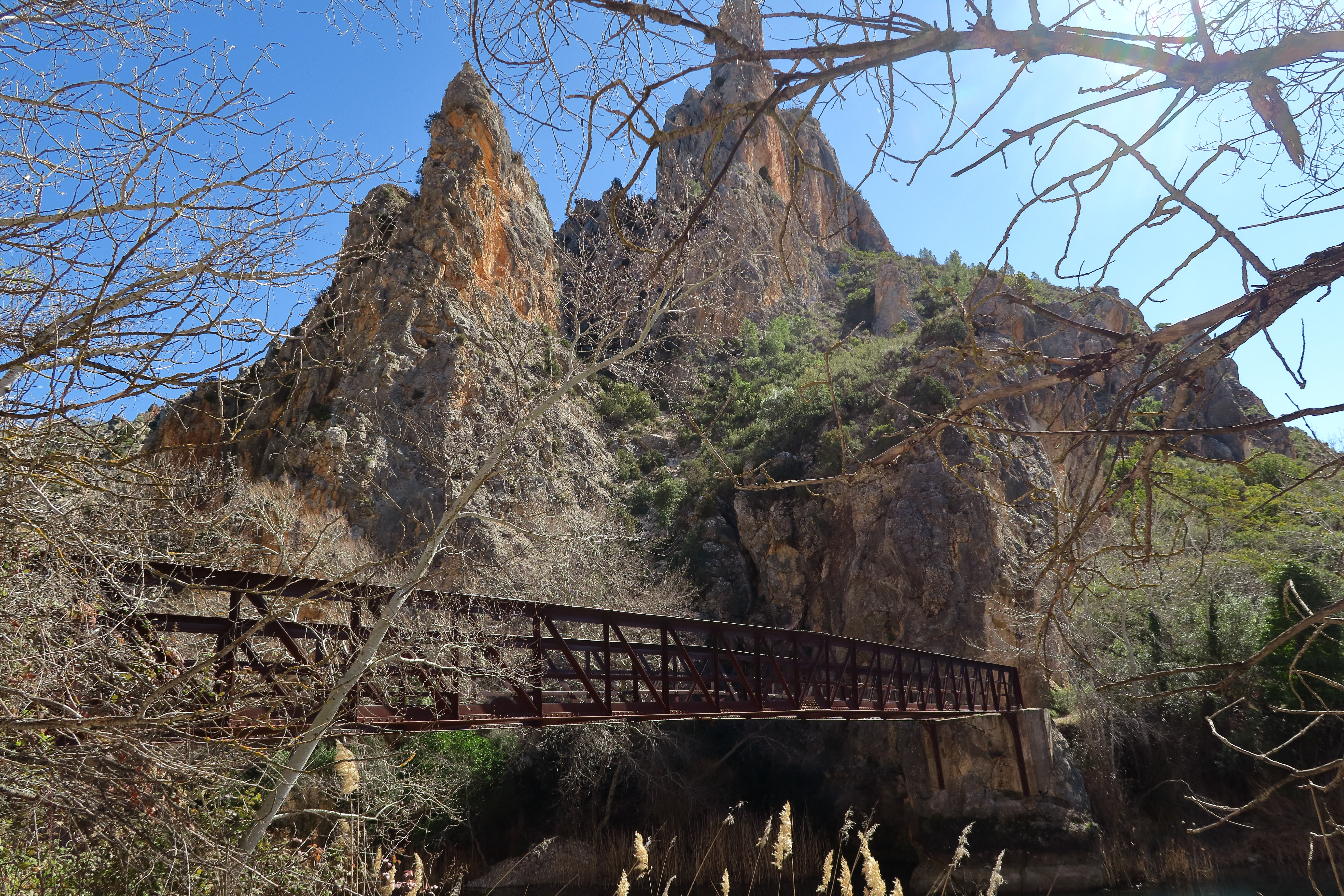
Vieux pont près des Cuchillos de Contreras

La faune du parc se distingue par son importante population de rapaces, notamment d'aigles de Bonelli, d'aigles royaux et de hiboux moyens-ducs. Les gorges du Cabriel sont classées comme zone de protection spéciale des oiseaux sauvages.
Sont présents dans le parc des ongulés comme le bouquetin ibérique et le sanglier et quelques exemplaires de cerf et de mouflon.
Par ailleurs, la rivière proprement dite est l'une des meilleures réserves de faune fluviale de toute la Communauté valencienne : on y notera la présence de la loutre, de différentes espèces de crabes et du cyprinidé parachondrostoma arrigonis.

## L'empreinte de l'homme

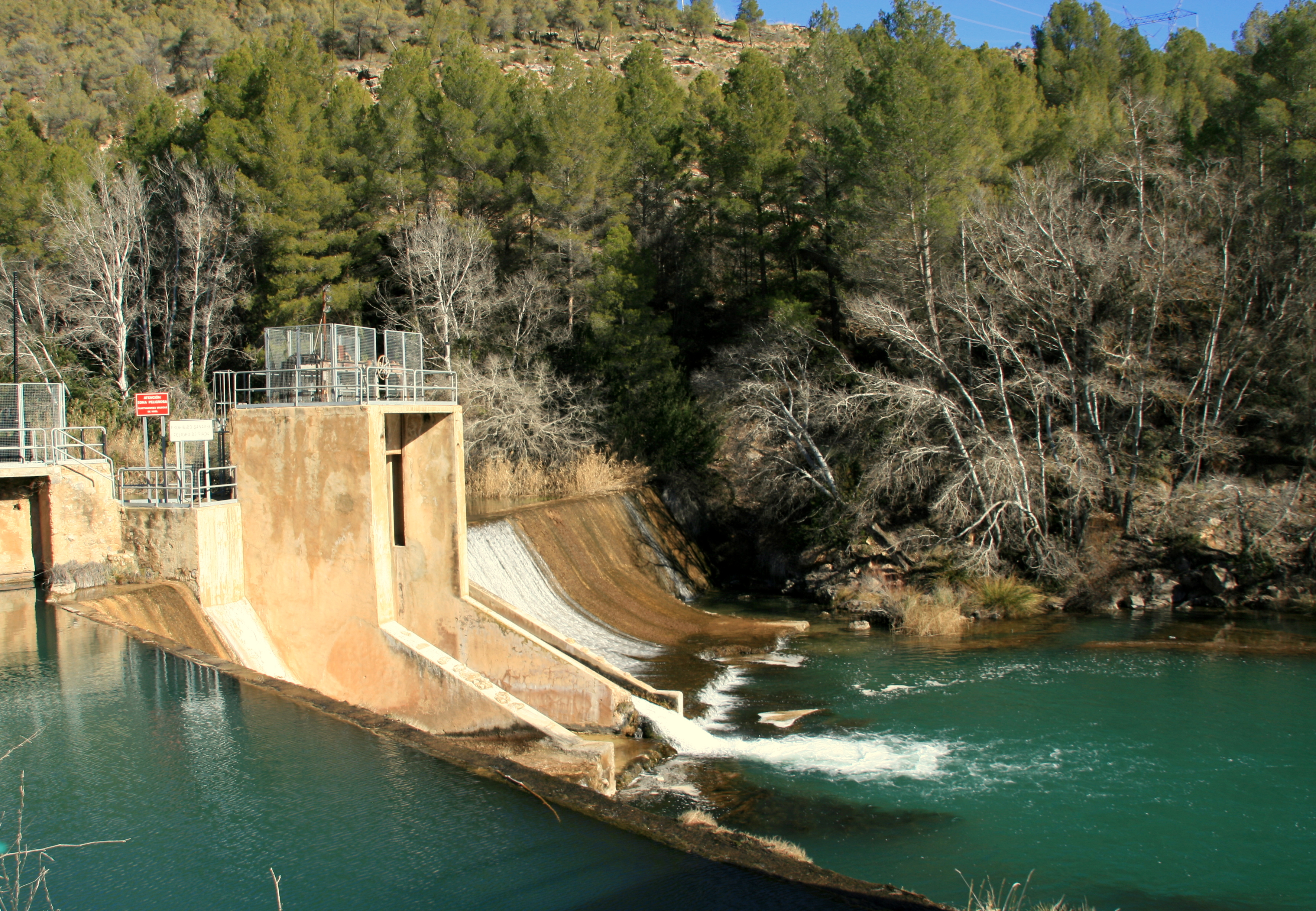
La rivière Cabriel en aval du barrage de Contreras

L'homme a depuis des siècles exploité la présence de l'eau, ce dont témoignent de nombreux vestiges d'architecture fluviale. Il convient de mentionner dans ce contexte le pont de Vadocañas, du XVIe siècle, reposant sur des fondements romains, la noria de los Basilios, la noria de Casas del Río (es), qui date du XVIIIe siècle et reste parfaitement opérationnelle, ou le barrage de Contreras (es), dont la retenue est la plus grande de toute la Communauté valencienne.

## Accès
Le moyen le plus aisé de se rendre aux gorges du Cabriel est de prendre l’autoroute A-3, qui relie Madrid à Valence, jusqu’à la limite entre la Communauté valencienne et Castille-La Manche et de la quitter à Villargordo del Cabriel (sortie 255). Pour se rendre aux « Cuchillos », on prendra à Villagordo la N-III en direction de Madrid, on passera le barrage de Contreras pour tourner à gauche au prochain croisement en suivant « Reserva Natural Hoces del Cabriel ».